# Campo San Geremia
Il Campo San Geremia è un campo di Venezia, situato nel sestiere di Cannaregio, poco distante dal Ponte delle Guglie e dalla stazione ferroviaria.
Sul campo si affacciano l'ingresso di Palazzo Labia, sede regionale della RAI e la Chiesa di San Geremia.

Anticamente era sede della Corrida.

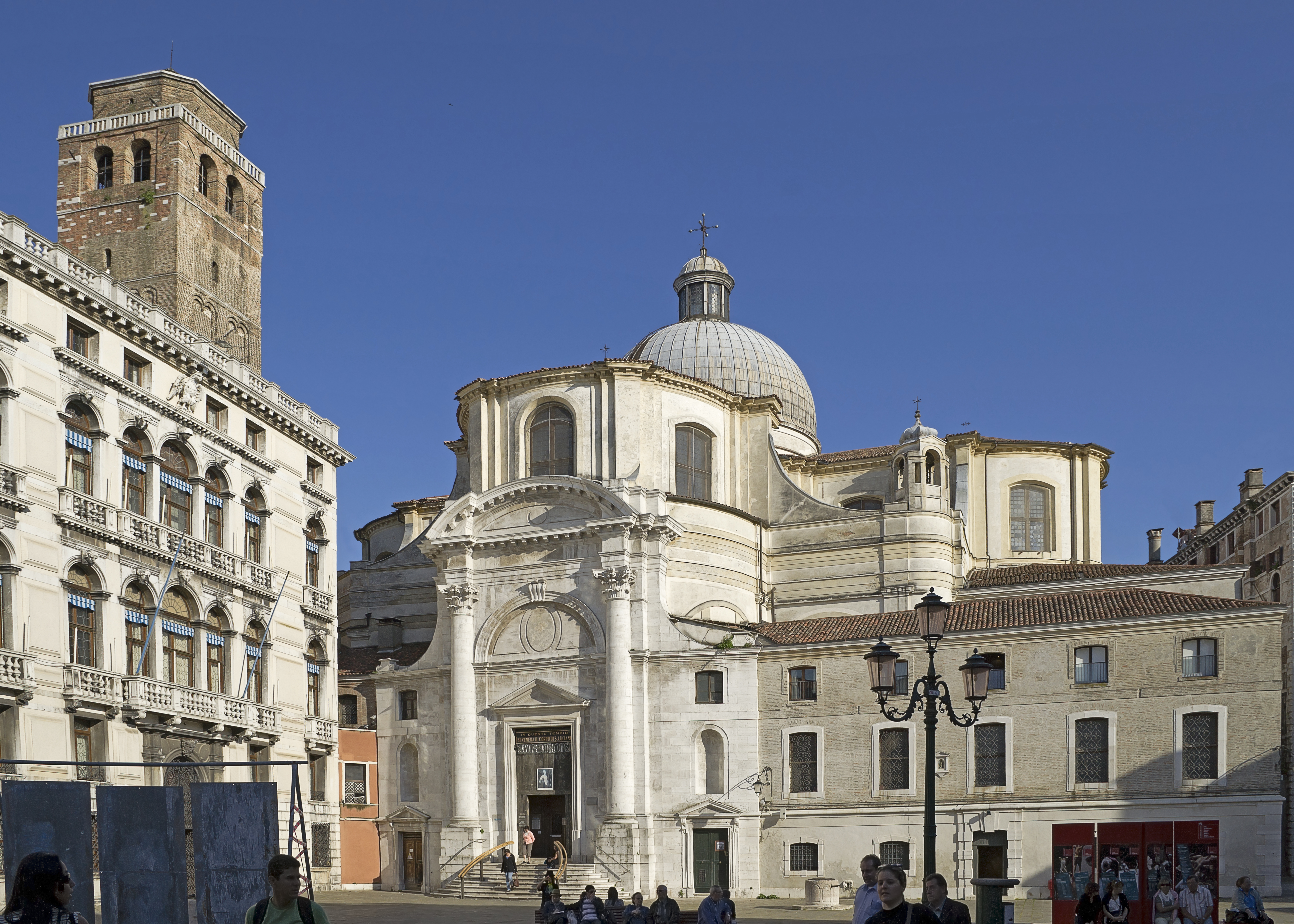
Chiesa di San Geremia